# Gokseong-gun
Gokseong es un condado en el sur de la provincia de Jeolla del Sur, Corea del Sur.

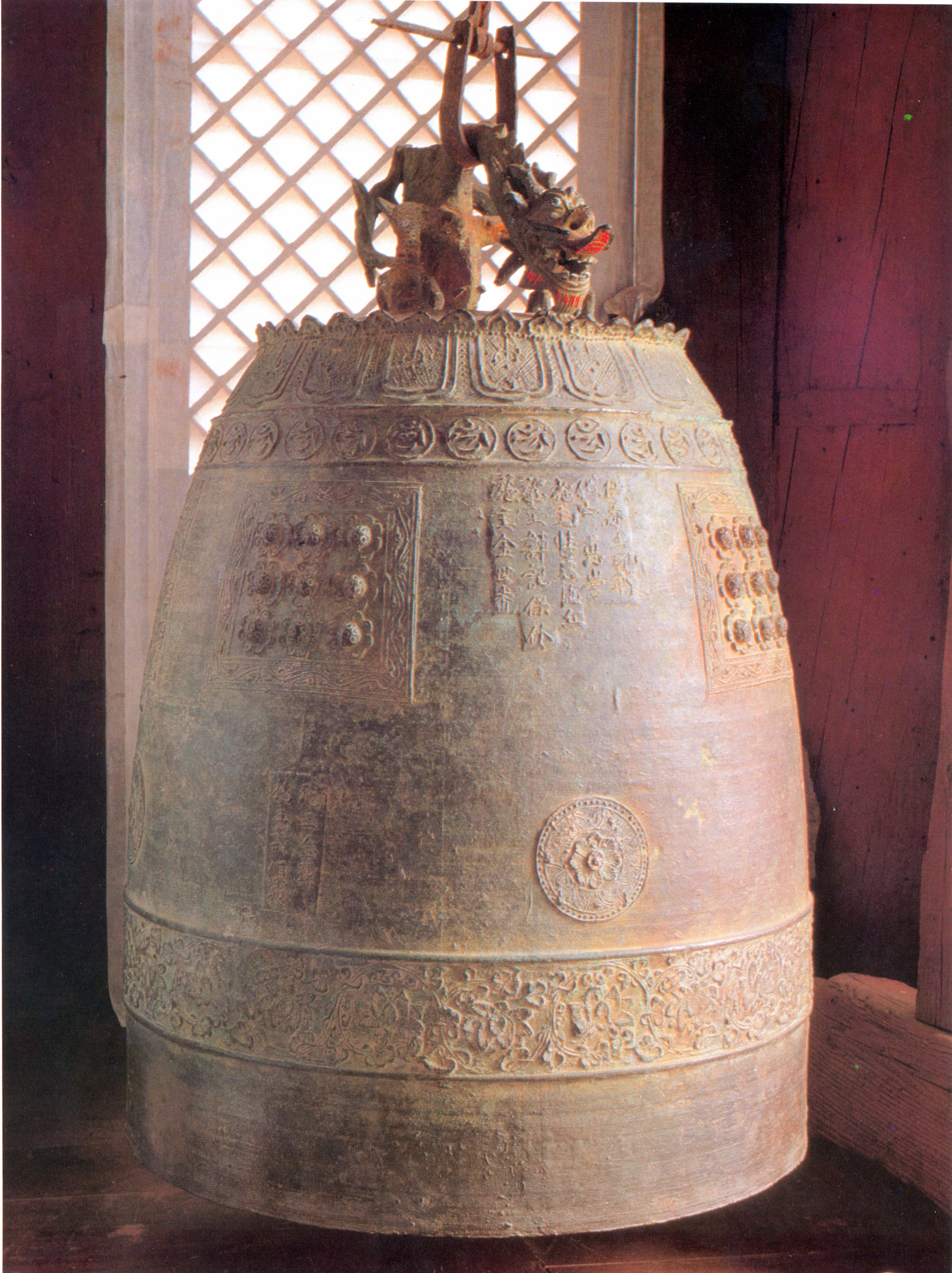
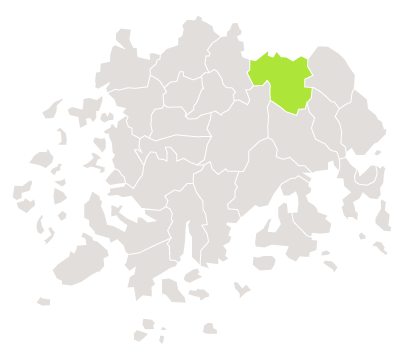
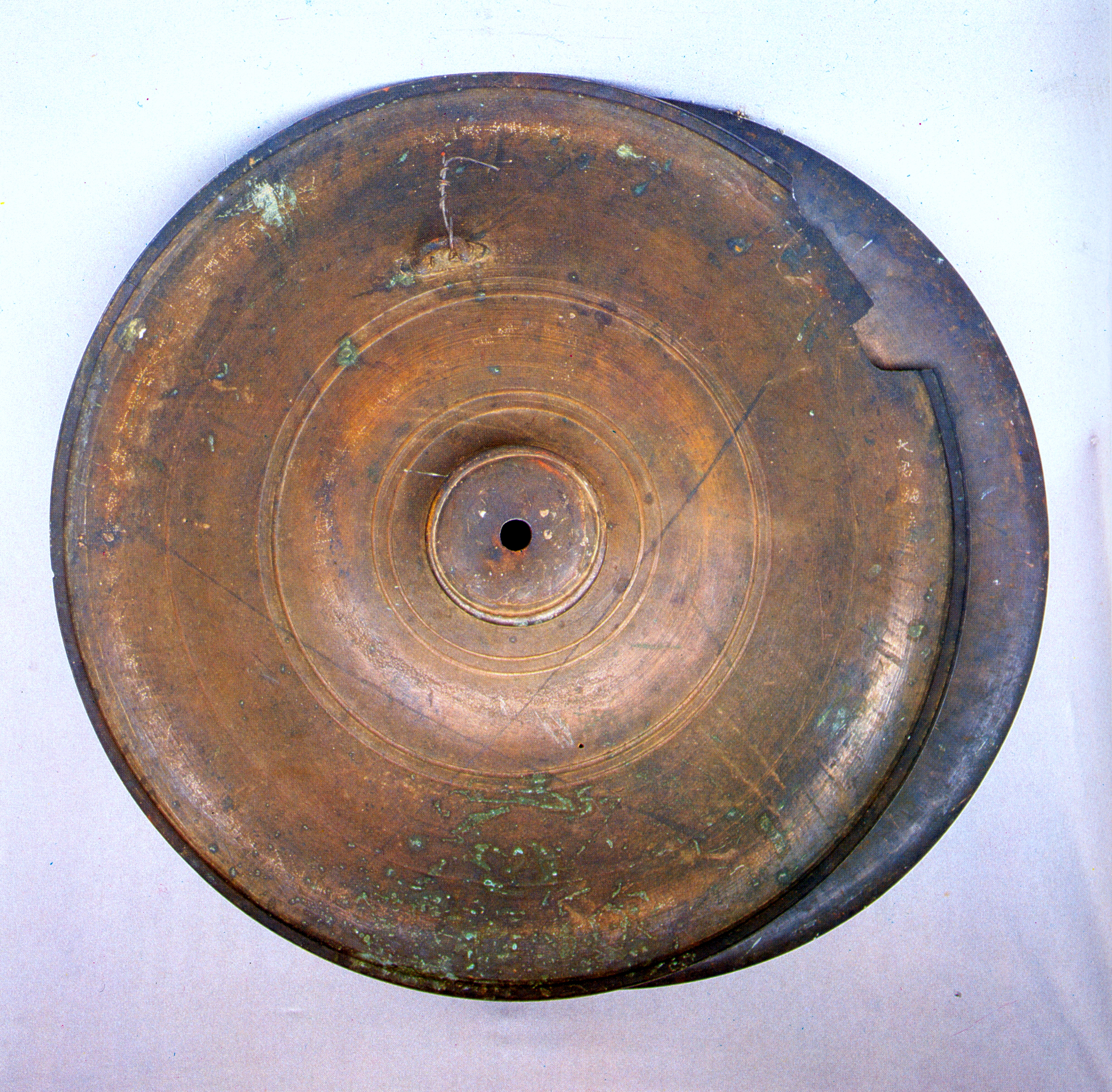

## Atracciones
- Río Seomjin
- Taeansa Templo
- Neungpa Torre